# Santa Maria in Calanca
Santa Maria in Calanca es una comuna suiza del cantón de los Grisones, situada en la región de Moesa. Limita al norte con las comunas de Cauco y Selma, al este con Verdabbio, al sur con Grono y Castaneda, y al oeste con Buseno y Braggio.
Forman parte del territorio comunal las localidades de Bald, Briagn y Dasga.